# HD DVD
- HD DVD
- HD-DVD

HD DVD（英語: High-Definition Digital Versatile Disc）はDVD規格を基にしてハイビジョン放送時代に対応するために開発された第3世代光ディスクである。
ソニー・フィリップス・松下電器産業（現・パナソニック）が中心となって開発を進めていたBlu-ray Disc（以下、BD）に対抗する形で2002年8月29日に東芝とNECがDVDフォーラムに「AOD (Advanced Optical Disc) 」として提案、同年11月26日にDVDフォーラムがAODを「HD DVD」の名称で正式承認したことで誕生した。しかしBDとの規格争いの結果、市場（消費者と、その動向を受けた映画配給会社）はBDを選択したことで、2008年2月19日にHD DVD陣営の中心の東芝が全面撤退を発表、普及団体も解散した。

## 仕様

CD、DVD、BDとの比較

CD、DVDと同様、直径12 cm / 8 cm、厚さ1.2 mmのプラスチック製円盤であるが、読み取りに使われるのは波長405 nmの青紫色半導体レーザーである。DVDよりも波長の短いレーザーを用いることでより高密度の記録が可能となっている。
HD DVDの直径12 cmディスクは1層で15 GBの容量を持ち、2層で30 GBの容量を持つ。直径8 cmディスクでは1層で4.7 GB、2層で9.4 GBの容量を持つ。保護層の厚さがDVDと同じ0.6 mmであるため、DVD製造ラインの一部を流用可能であるとされ、また振動によるレンズとディスクの衝突の回避に使用する接近検知システムの一部流用が可能であるとされた。

## 規格

### メディアの種類
HD DVDにはDVDと同様に読み取り専用型と記録型の規格が存在する。書き換えができる記録型HD DVD規格はランドグルーブ記録を採用しているHD DVD-Rewritable (HD DVD-RW) の規格策定が行われていたが、2層化が困難なことなどからHD DVD-Rの基本構造を継承したHD DVD-ReRecordable規格を策定しHD DVD-Rewritableの名称をHD DVD-RAMに変更、HD DVD-ReRecordableの名称をHD DVD-RWと決定した。
HD DVD-ROM
読み取り専用のHD DVD規格。12 cm 片面1層 15 GB / 片面2層 30 GB / 片面3層 51 GB、8 cm 片面1層 4.7 GB/片面2層 9.4 GB
2005年5月に片面3層 45 GB（1層15 GB）HD DVD-ROMの開発発表が行われ、2007年のCESにて片面3層 51 GB（1層17 GB）HD DVD-ROMの発表が行われた。
2007年9月12日に片面3層 51 GBのHD DVD-ROMはDVDフォーラムによって規格化がなされ、11月15日に正式にver.2.0として承認され規格化を完了したが製品化はされていない。
HD DVD-R
1回だけ書き込み可能な記録型HD DVD規格。片面1層 15 GB / 片面2層 30 GB
HD DVD-RW
繰り返して書き込みおよび消去が可能な記録型HD DVD規格。片面1層 15 GB / 片面2層 30 GB
データ用が2007年7月からPCメーカー等に向けてサンプル出荷されており、2007年12月に製品化された。ビデオ用は2008年2月に製品化が発表されたが東芝の撤退により対応するビデオレコーダーは発売中止となりメディアの発売も中止された。
しかしその後、磁気研究所、あきばんぐダイレクトが台湾RiTEK社製のHD DVD-RWメディアの販売を開始した。この製品はAACSに対応しており、書き込みに対応したQosmioシリーズの一部で地上デジタル放送のムーブが可能である。日本国内で入手可能なHD DVD-RWメディアはRiTEK社製のものだけであった。
HD DVD-RAM
繰り返して書き込みおよび消去が可能なPC用途向け記録型HD DVD規格。ランドグルーブ記録を採用。片面1層 20 GB（2層に関しては未策定）
HD DVD-RAMは製品化されていない。
そのほか以下のメディアが開発された。
ツインフォーマットディスク
片面にDVDとHD DVDの両方の記録層を持ち、記録層の深さが現在のDVDと同じであることからピックアップ用のレンズ共用が可能なため、設計製作上のハードルが低いとされる。一部のHD DVDソフトで採用された。
2006年9月11日にはメモリーテックと東芝が共同で3層のツインフォーマットディスクの開発を発表した。
Total Hi Def
両面ディスクの片面にHD DVD、もう片面にBDの記録層を持ち、2規格が店頭に並び混乱を生じることへの解決策としてワーナー・ブラザースにより独自に開発され、製品化が進められていたが2007年秋に開発中止された。

### HD DVD-Video
主に市販ビデオソフトを収録するために策定された規格。従来のDVD-Video規格のHD DVD版とも言えるものだが、コピープロテクションなどではAACS (Advanced Access Content System) とよばれる新技術が使用されている。各プログラムデータの多重化（コンテナフォーマットを参照）にはMPEG2 PSシステムが採用されている。
DVD-VideoのContent Scramble System (CSS) が破られ違法コピーが蔓延していることから、CSSに代わる新たな著作権保護機構としてより強固なAACSが採用されている。このAACSは再生専用メディアに限らず、記録型メディアにも対応している。
HD DVDではHDiとよばれる対話型操作機能が必須機能となっており、すべてのHD DVDプレーヤーで利用可能。HDiはマイクロソフトが中心となって開発されXMLやECMAScript、SMILといったWWW関連技術からなるものであった。全てのプレーヤーにネットワーク端子の搭載が必須のため、インターネットを通じて対応ソフトの追加コンテンツの配信が可能。
なお、映画会社などからリージョンコード導入に対する要望により導入に向けて検討が行われていたものの、最後までHD DVD-Videoではリージョンコードによる制御は行われていなかった。
映像コーデックは下記。
- MPEG-2
- VC-1アドバンスドプロファイル
- H.264/MPEG-4 AVCハイプロファイル

音声コーデックは下記。
- 2チャンネルステレオPCM
- MPEGオーディオ
- ドルビーデジタル (AC-3)
- ドルビーデジタルプラス (DD+)
- ドルビーデジタルロスレス (Dolby TrueHD) = MLP (Meridian Lossless Packing)
- DTSデジタルサラウンド
- DTS-HD Master Audio

### HD DVD-VR
DVDでのDVD-VRに相当する規格である。映像コーデック、音声コーデック、インタラクティブ機能、著作権保護機構、リージョンコードについては前述のHD DVD-Videoに準拠している。
DVDではDVD-VRがビデオ用アプリケーションのDVD-Videoより後に策定されたためDVD-Video用プレーヤーと再生互換が無かったことの反省としてHD DVDではHD DVD-VideoとHD DVD-VR(HDVR)のフォーマット構造を多くの部分で共通化し、HD DVD-VRフォーマットのディスクもHD DVD-Videoプレーヤで再生可能な設計とした。従ってDVDと異なりレコーダーにHD DVD-Videoフォーマットの記録機能とHD DVD-VRの記録機能を併載する必要が無い。
エンコード録画用（DVD-VRに相当）のVideo Object (VOB) モードと放送ストリーム（TS信号）をそのまま記録するStream Object (SOB) モードの2種類がある。
- VOBモード:MPEG2-PSシステムを採用し、MPEG2のほかMPEG4 AVC (H.264) やVC-1 (WMV) などの各映像コーデックに対応していた。またVOB (VR VOB) モードで録画したものはHD DVD-ROMのアプリケーションフォーマットであるHD DVD-VideoのVOB (standard VOB) とサブセット扱いとなるため、同モードで記録したディスクは通常のHD DVDプレーヤーでも再生可能である。
- SOBモード:デジタル放送のMPEG2-TSをそのまま記録するためのモード（MPEG2-TSシステムを採用）。SOBモード録画の映像はHD DVD-Video専用プレーヤーでは再生が出来ない。

このHD DVD-VRを利用して、記録型DVDにHD DVDと同様の形式でデジタルハイビジョン放送を記録できる規格としてHD Recが製品化された。これはDVD-R/RW/RAMメディアにMPEG-4 AVCなどのコーデックでHDやSDの映像を記録する規格である。
同じくDVDメディアにHD DVD-VRで映像を入れる規格としてHD DVD9がワーナー・ブラザースにより提案されたが製品化されなかった。BDでも同様のコンセプトでBD9が提案されており、HD DVD9とあわせて3x DVDの総称でもよばれた。上記HD Recと直接は無関係。
HD DVD9はDVD-Videoの3倍の帯域幅を持ち、MPEG-2のかわりにVC-1やH.264といったより高圧縮のコーデックを用いることでハイビジョン規格の映像をDVDメディアに保存することが可能。DVDメディアであるため記録容量がHD DVDに比べて少なく、記録時間や画質の面ではHD DVDに劣る。片面2層 8.5 GBのDVDに平均ビットレート13 Mbpsで85分のハイビジョン映像の収録でき、HD DVDプレーヤーにのみ対応する。当初ワーナー・ブラザースが想定していた物は片面2層 8.5 GBのDVDに平均ビットレート8 Mbpsで120分のハイビジョン映像を収録し、青紫色半導体レーザーを用いない3x DVD対応のDVDプレーヤーで再生可能にする事であった。
HD Rec、HD DVD9ともDVD-Video規格とは全く異なるため一般的なDVDプレイヤーで再生することはできず、再生には特に対応した機器が必要である。

## 沿革

### 参入企業の変遷
- 2004年12月22日 - HD DVDのコンテンツや商品開発の促進や普及を目的とした、HD DVDプロモーショングループがメモリーテック、日本電気、三洋電機、東芝の4社が中心に設立[11]。商業的推進を同団体が行い、規格策定は別団体であるDVDフォーラムが行った。
- 2005年
  - トムソンが参入を、ユニヴァーサル・ピクチャーズ、ニューライン・シネマがまたコンピュータ業界をリードしてきたマイクロソフトとインテル（通称・ウィンテル連合）も支持を表明しWindows VistaとXbox 360（外付けユニット）で標準対応すると表明（同じく家庭用ゲーム機のPlayStation 3はBDを採用）。
  - 10月 - HD DVD陣営のパラマウント映画、ハリウッド最大手でHD DVD陣営の中核企業であるワーナー・ブラザースグループがBD陣営にも参加することを表明。これでHD DVDのみを支持するハリウッド企業はユニヴァーサル・ピクチャーズのみとなり、ハリウッド映画ソフトの売上シェアの約8割がBDを支持することになった。
  - 12月 - BDのみへの支持を表明していたヒューレット・パッカード (HP) が両規格を支持することを発表した。マイクロソフトに配慮したものとみられている。
- 2006年4月3日 - NECの光ドライブ事業がソニーとの合弁となりソニーNECオプティアーク株式会社が設立される。事実上策定主導企業であるNECの離脱。
- 2007年8月20日 - ヴァイアコム傘下のパラマウント映画・ドリームワークス等はコンテンツをHD DVDに独占供給すると発表、契約開始から18ヶ月間HD DVDのみでの発売となるとした。ただし、スティーヴン・スピルバーグが監督した作品に関しては対象外となっていた[12]。ヴァイアコムの決定にはHD DVD陣営からの1億5,000万ドルの見返りがあったためであると複数の米メディア[13]が伝えていた。
- 2008年
  - 1月4日 - 米DVD売り上げ1位のワーナーブラザーズがHD DVDへの供給を取りやめてBD1本に絞ると発表[14]。HD DVDへの供給は2008年5月まで続けるとしている。これによりHD DVD陣営の割合は2割ほどに落ち込み、規格争い終結のきっかけとなる。又、これに伴いニューライン・シネマは既にBDへの独占供給へと移行した[15]。2008 International CES開催直前の発表だったため業界内への波紋は大きく、北米HD DVDプロモーショングループによるプレスカンファレンスは直前でキャンセル、また1月8日にはHD DVD単独支持を表明していたパラマウント映画をはじめポニーキャニオンなど約20社がHD DVD陣営からの離脱を準備ないし検討しているとの報道もなされた[16][17]。
  - 2月11日 - 米量販店大手ベスト・バイ[18]と米オンラインDVDレンタル大手・Netflix[19]が別々にBDを優先的に支持すると発表。
  - 2月15日 - 米小売り最大手にして米国内のDVDソフトの約4割の販売シェアを誇るウォルマート・ストアーズが2008年5月末までにHD DVDソフトの店頭取扱を停止し、2008年6月以降はBD製品だけを扱うと発表[20]。米国内における大手小売りのHD DVD取扱停止によりますますBD一本化への流れが加速した。
  - 2月19日 - HD DVD陣営の中心である東芝が全面的な撤退を発表[21]。規格争いが終結した。
  - 3月28日 - HD DVDプロモーショングループが解散[22]。歴史に幕を下ろした[23]。

### 東芝の撤退発表後の各業界の動き
- 2008年
  - 2月21日 - ヨドバシカメラ、エディオングループ（石丸電気・デオデオ・エイデン・ミドリ電化・100満ボルト）はHD DVDレコーダー・プレーヤー販売の全面終了を発表[24]。エディオングループの店舗では2月22日までに対象HD DVD製品を購入した人のうち、希望者に対してBlu-ray Disc対応機器（プレイステーション3対象外）との交換対応を3月31日まで実施した[25]。
  - 2月28日 - 東芝は新聞広告にてHD DVDレコーダーやHD DVDプレーヤーの製造販売終了を表明。
  - 4月3日 - 日立マクセルは先に発表していた2倍速HD DVD・HD DVD-RWの発売中止を発表した。これに先立ち日立マクセルは記録型DVDメディアの自社生産を打ち切っているため、HD DVD-RWメディアを生産するメーカーは存在しなくなった。
  - 4月23日 - 東芝はHD DVD記録ディスクメディア・HD DVD-R、HD DVD-R DLを自社のインターネットショッピングサイト「Shop1048（ショップ トウシバ）」で販売すると発表[26]。

ソフトメーカー側の動きとしては規格争いの終結に伴い、各メーカーがBD参入を発表した。ユニバーサル映画の初参入やパラマウント映画の再参入の他、ワーナーやパラマウントはHD DVDのみで発売されていたタイトルのBlu-ray化も行った。日本のソフトメーカーは2009年に日活やショウゲートがソニー・ピクチャーズ エンタテインメントに販売を委託する形でBlu-rayに参入し、松竹も同年秋に参入した。一方既発売HD DVDソフトの生産は中止され、以降に発売予定だったタイトルも発売中止や初回限定生産となることが多く見られた。
既にHD DVDにムーブされたコピーワンスのデジタル放送コンテンツはBDなど他のメディアへの再ムーブが現状では出来ないため、ドライブの修理が出来なくなった時点で再生が困難となる。
なお終息宣言直後の2008年2月には東芝社長の西田が「BDへの参入予定はない」と明言していたが、2009年6月の株主総会の席では「SDメモリーカードの将来的な規格開発においてBD陣営との協力が重要になる」としてBD参入に含みを持たせる表現に変わった。
東芝は2009年7月18日に、現行DVD機に加えて新たにBD再生専用機の年内の発売を発表。再生専用機を先行発売する理由は、海外でテレビ番組のインターネット配信が進んでおり、日本で主流の録画再生機の需要増大が見込めないためとしていた。しかし後に需要状況を鑑みてBDレコーダーも発売した。当初はOEM供給だったが、2010年にレグザブルーレイを自社開発し発売している。

## 支持企業一覧
HD DVDプロモーショングループには、解散の時点で一般会員・準会員合計で135社が加盟していた。
以下の支持企業リストは東芝の撤退が決まる前のもの。太字はHD DVDの幹事企業。※印はBlu-ray Disc Association(BDA)にも参入を表明している企業。
ハードウェア・ソフトウェア関連企業
- 東芝※（BDAへはHD DVD撤退後に参入）
- NEC※
- メモリーテック※
- マイクロソフト
- インテル
- ヒューレット・パッカード※
- トムソン※
- NECエレクトロニクス※
- キヤノン※
- 富士フイルム※
- リコー※
- 三洋電機※
- 三菱化学メディア※
- オンキヨー※
- エイサー※

エンタテインメント関連企業
- ユニバーサル・ピクチャーズ
- パラマウント・ピクチャーズ（2009年3月までの期限限定）
  - ドリームワークス

- ワーナー・ブラザース（ワーナー・ホーム・ビデオ）※（2008年5月まで）
- ジェネオンエンタテインメント※
- 東映ビデオ（準会員）※
- 東宝（準会員）※
- バンダイビジュアル※
- GDH※

## 発売された製品
以下に記載するのは2008年2月19日までに発売された代表的な製品である。全機種とも東芝の撤退により生産完了している。
何れも3波長化しておりCDやDVDも使用可。

### ハードウェアの歴史
- 2006年
  - 3月31日 - 日本国内でHD DVD再生専用機「HD-XA1」が東芝より発売された（HD DVD-RやCPRM対応DVD-RAM・DVD-RWの再生には非対応）。当初は2005年内にHD DVDプレーヤーを発売する予定としていたが同年9月に米国の映画産業の意向により米国内での発売を翌年春に延期すると発表し、同年12月には著作権保護規格・AACSのライセンスの発行が遅れているとして日本国内での発売も年明けへ延期していた。
  - 7月14日 - 東芝が録画再生機の「RD-A1」を発売する予定だったが、生産が遅れているとして7月28日発売に延期となった。記録メディアはHD DVD-Rのみ対応。フロントパネルに「VARDIA」のロゴが入っているほか、デジタルとアナログのチューナーを1つずつ搭載していた。
  - 11月22日 - マイクロソフトよりXbox 360用HD DVD-ROMドライブ「Xbox 360 HD DVDプレーヤー」が20,790円（税込）で発売。Xbox 360との組み合わせでHD DVDプレーヤーとして機能する。既にXbox 360を購入済みのHDTVユーザーには当時のHD DVDプレーヤーに替わる魅力的で安価なHD DVD導入の選択肢であった。発売当初のXbox 360はHDMIに対応していなかったためデジタル転送ができなかったが、2007年以降に市場で出回ったHDMI端子搭載のXbox 360ではデジタル転送が可能。
  - 12月下旬
    - 東芝より新型プレーヤー「HD-XA2」が11万円前後（翌年1月下旬に延期）、「HD-XF2」が5万円前後で発売。再生メディアやCPRM未対応等は既存のプレーヤーと同等であったが、ローディング時間の短縮や上位バージョンの「HD-XA2」でのHDMI Ver.1.3相当に対応等の機能向上がみられた。また、NECエレクトロニクスは12月27日に東芝と協力して開発していたHD DVDレコーダー/プレーヤー用システムLSI「EMMA3」のサンプル出荷を開始した。CPU/映像デコーダー/エンコーダー/音声デコーダー/ストリーム処理/グラフィックスエンジン/ビデオスケーラーの第3世代光ディスク向け機能を1チップにしたLSIであり今回はHD DVDに特化した物で「HD-XA2」と「HD-XF2」に採用されているが、BDにも対応可能なため先に開発されていたドライブ向けシステムLSIと同じくコスト削減と両対応の用途への使用も可能であった。
- 2007年
  - 6月12日 - 東芝は新型HD DVD/HDDレコーダー「RD-A600」600 GB HDDと「RD-A300」300 GB HDDの2機種を6月末に発売と発表した。同年2月に発売したDVDレコーダーを改良しHD DVDの録画再生機能を搭載した物だが、HD DVD-RWには非対応。月産1万台で第3世代レコーダーのシェア7割を目標にしており、国内の販売目標はHD DVD製品総計で30-40万台としていた。
- 2008年
  - 1月14日 - 東芝は2007年9月以降北米で発売した「HD-A3」、「HD-A30」、「HD-A35」の3機種の価格を同13日より最大で半額に値下げしたことを発表した。値下げの理由として、年末に実施していた期間限定割引プロモーションでの販売が好調だったためとしている。同時に、ユーザーに対しHD DVDプレイヤーの操作方法やHD DVDプロモーション情報などを電話で提供する「HD DVD Concierge」サービスを1月よりスタートすることも明らかにした。
  - 2月16日 - 東芝がHD DVD機器すべての生産中止を決定した（販売は継続）とNHKが報道[33]。
  - 2月19日 - 東芝がHD DVDレコーダ/プレーヤの開発、生産を直ちに停止し3月末をめどにHD DVD関連事業から撤退すると発表[21]。
  - 9月17日 - 3層 51 GBのHD DVD-ROMのファイルシステム仕様バージョン2.0がDVDフォーラム 第43回 Steering Committee Meetingで承認された。
- 2016年2月29日 - 東芝HD DVD製品の修理受付を3月31日をもって終了することが発表[34]。

### HD DVDレコーダー
2006年に最初の製品が登場した。大容量（DVD比）の記録型HD DVDにデジタルハイビジョン放送を、ハイビジョン画質（水平解像度1080本）のままで長時間記録できるのが最大の特徴であった。
光ディスクへの記録方式としてはデジタル放送をそのままの形式 (MPEG-2 TS) で記録型HD DVDに記録するのが代表的だが一部の機種を除きDVDレコーダーと同様、記録型DVDに標準画質（水平解像度480本、MPEG-2形式）に変換して記録できる。またMPEG-4 AVC圧縮することにより、記録型Blu-ray Discにより長時間記録することができる機種や記録型DVDにMPEG-4 AVC圧縮形式で記録 (HD Rec) 可能な機種も登場している。
ハイビジョン画質対応のテレビ受像機（日本国内では主に薄型テレビ）が一般家庭に普及しはじめ画面の大型化が進んでいるのに伴いHD DVDレコーダーの普及も期待されていたがBDレコーダーの台頭、東芝の撤退により消滅。
なお従来型のDVDレコーダーではデジタルハイビジョン放送を記録型DVDに記録する際に標準画質に劣化させなければならず、このことがBD/HD DVDを含む第3世代光ディスクレコーダーとの大きな差異となっていたが2007年からAVCRECおよびHD Rec機能搭載のDVDレコーダーが登場したことにより現在では記録型DVDにもハイビジョン放送をハイビジョン画質のままで記録することが可能となっている。
デジタルテレビ放送チューナーと300 GB / 600 GBのハードディスクドライブ (HDD) を搭載し、地上・BS・110度CSデジタル放送をHDDに録画できる。さらに記録型HD DVD-Rに品質を損なわずに保存できる。HD DVDへの直接録画も可能。
片面1層 15 GBのHD DVD-RにBSデジタル放送（24Mbps）で約81分、地上デジタル放送（17 Mbps）で約115分の記録が可能とされているが地上デジタルのハイビジョン放送は連動データ放送を除くと概ね13 - 14 Mbps程度であり（放送局によって異なる）その場合は片面1層で2時間30分近くの記録が可能となる。
デジタルチューナー内蔵DVDレコーダーのVARDIA・RD-Sシリーズと同等の機能を搭載している。機能の詳細はVARDIAを参照。記録型DVDの規格争いの名残がHD DVDレコーダーにも引き継がれており、発売された全機種でDVD+R/+RWへの録画は不可能。
東芝はHD Recに対応した機種を発売した。
多数のメディア規格が混在するDVDと異なり、録画用メディアは追記型のHD DVD-Rの1種類のみであった。なお、書き換え型のHD DVD-RWはレコーダーとしては対応機種及び録画用メディア未発売のまま終焉を迎えた。
RD-A301にはMPEG-2形式のデジタル放送をより圧縮効率の高いMPEG-4 AVCで再圧縮し、ハイビジョンのままでより長時間の記録ができる機能を搭載している。同時期以降に発売された殆どのBDレコーダーや一部のDVDレコーダーにも同等の機能が搭載されている。
3種類の画質モード（約3.6, 8.2, 15 Mbps）及び47段階のマニュアルレート設定が用意され、片面1層のHD DVDに最大で7時間程度のハイビジョン記録が可能となる。地上デジタル放送の画質を大きく損なわずに保存するためには8 Mbps程度が必要とされる（映像の内容や再生環境・見る人の主観によって異なる）が上記のように地デジのビットレートは13 - 14 Mbps程度であるため、それを12 Mbpsなどのモードで再圧縮しても記録効率がさほど上がるわけではない。
- RD-A1（HDD:1000 GB）
- RD-A600（HDD:600 GB、Wチューナー）
- RD-A300（HDD:300 GB、Wチューナー）
- RD-A301（HDD:300 GB、Wチューナー、HDRec対応）

レコーダーは日本で約2万台が販売。

### HD DVDプレーヤー

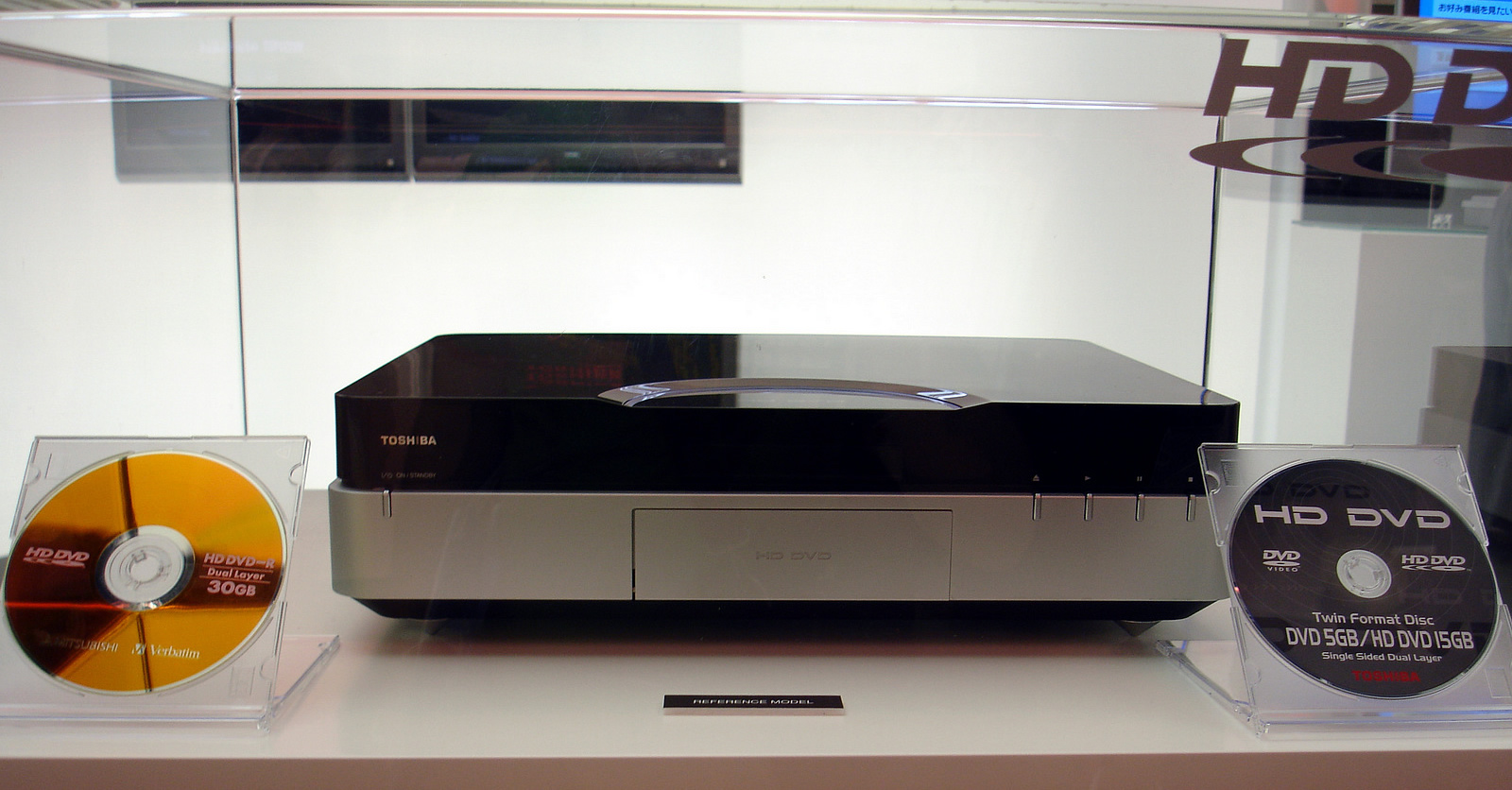
HD DVDプレーヤー

HD DVD-Videoを再生する単体の機器で、2006年に最初の製品が登場した。対抗規格のBDプレーヤーとともにテレビ番組を録画保存する習慣が殆どない海外諸国での普及が見込まれていた。しかしBDプレーヤーの台頭、東芝の撤退により消滅。日本ではわずか3機種が発売されただけであった。なお日本国外ではLG電子とサムスン電子からBD/HD DVD両対応プレーヤーが販売されていた。
国内発売モデルのみ記載。
- HD-XA1
- HD-XA2
- HD-XF2

対応メディアは以下。HD DVD-Rの再生は後期の製品で対応した。
- HD DVD-ROM
- HD DVD-R（HD-XA2/XF2のみ）
- DVD-ROM
- DVD-R（HD-XA1はVRモード非対応）
- DVD-R DL
- DVD-RW
- DVD-RAM（HD-XA1のみ）
- 音楽CD
- CD-R（HD-XA1のみMP3/WMA対応、他はCD-DAのみ）
- CD-RW（HD-XA1のみMP3/WMA対応、他はCD-DAのみ）

プレーヤーは日本市場で約1万台、海外を含めて約70万台が販売。

### ゲーム機

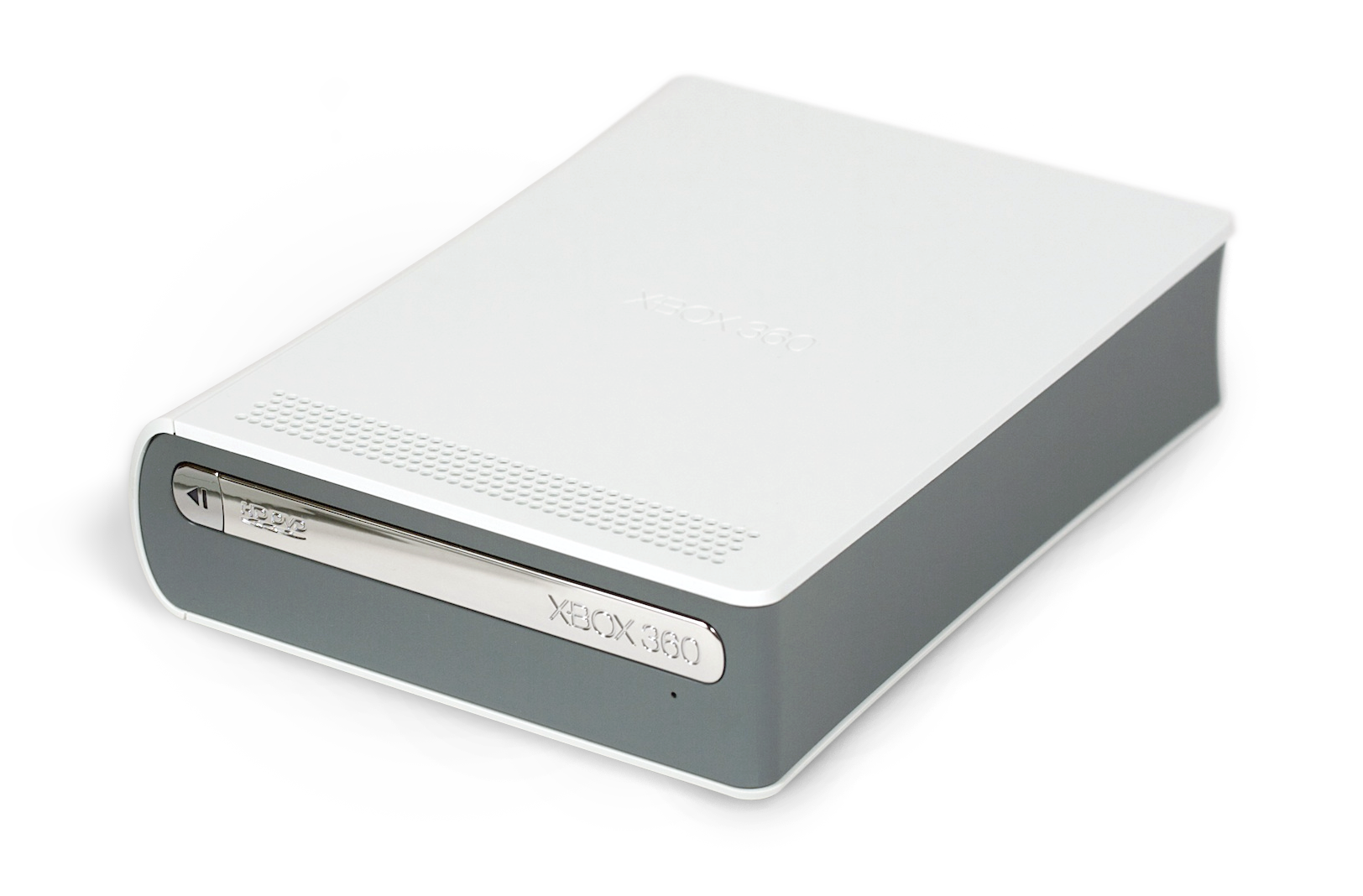
Xbox 360用HD DVDプレーヤー

マイクロソフトが発売しているゲーム機であるXbox 360は、別売のHD DVDプレーヤーを接続する事によりHD DVDを再生する事ができた。このプレーヤーはWindows XP SP2以降のPC（但しすべてのPCで動作するわけではない）に接続すればHD DVDドライブとして使用可能であった。

## 不正コピー問題
2006年12月18日、Muslix64というクラッカーが著作権保護機構であるAACSで用いられているキーを取り出すことに成功、これによりHD DVDの映画などが暗号解除されてBitTorrentなどのネットワークに流出するという事件がおきた。またHD DVDのバックアップツールであるBackupHDDVDが公開され、原理的に2007年1月までのコンテンツは全てコピーが可能となった。これに対しAACSのライセンス管理団体である米AACS LAでは想定済み問題であり必要手段を講じるとしたため、今後発売されるコンテンツに関してはこの方法でコピーできなくなる。しかし限定的とはいえAACSが策定されて1年もかからずにコピーが可能となったことがハリウッドを代表とするコンテンツ供給側の方針などに影響を与えるとする懸念がある。また同じAACSを採用しているBlu-ray Discは著作権保護機構としてAACSの他にROM MarkやBD+の実装があるのに対し、HD DVDはAACSのみであるために今回の問題による第3世代光ディスク規格競争に与える影響が指摘されている（ただしBD+搭載コンテンツは2007年3月からの出荷であったため、2007年1月までのBDコンテンツはHD DVD同様不正コピーされている）。